# Brommahemmet, Alvik

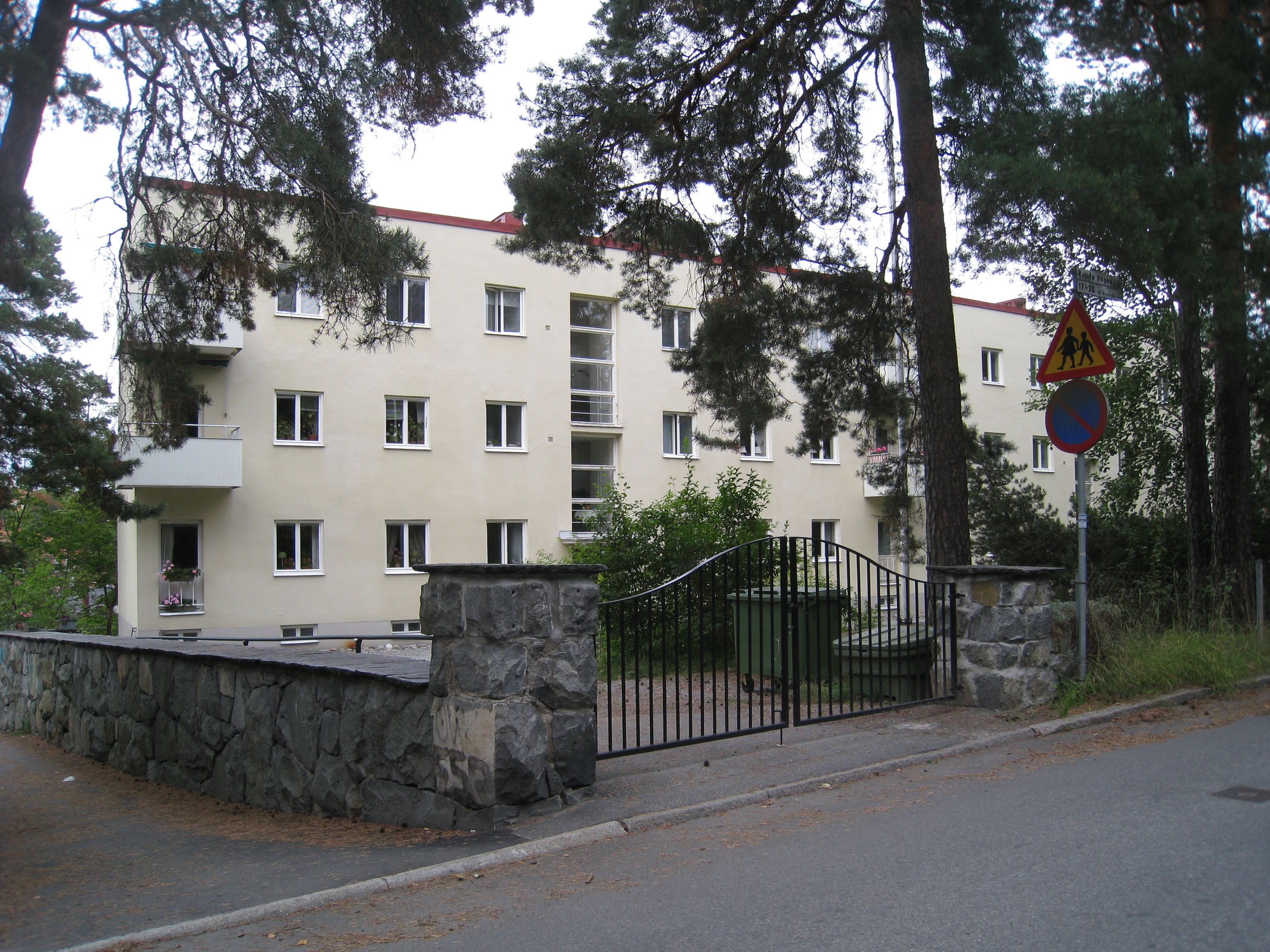
Brommahemmet vid Runda Vägen 17-23 i Alvik, Bromma

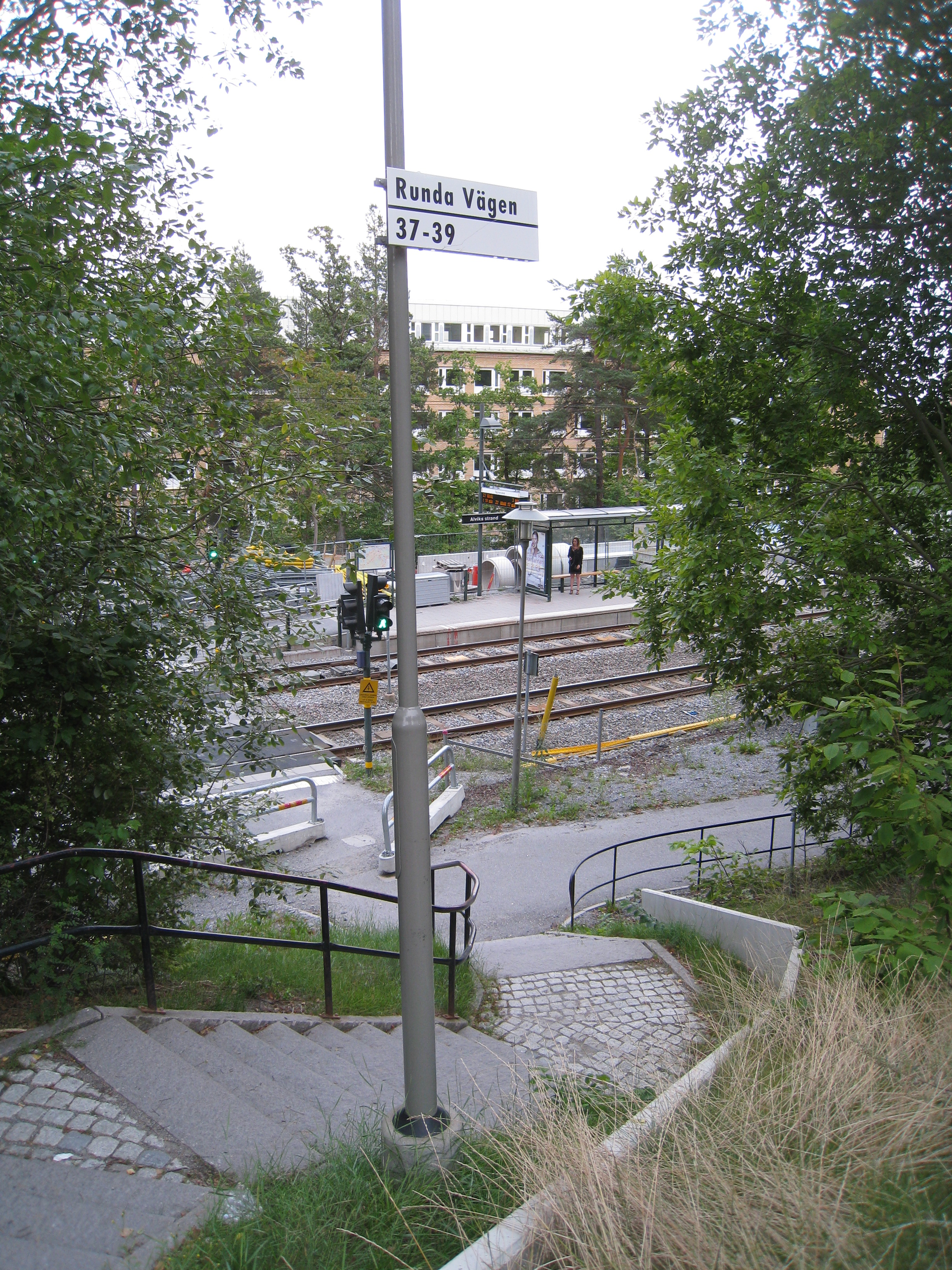
Trappan söder om Brommahemmet går ner till Tvärbanans hållplats vid Alviks strand vid Runda Vägen 37-39.

Brommahemmet, Alvik, eller Brommahemmet 1 och 2, är ett hus för pensionärsboende på Runda Vägen 17-23 i stadsdelen Alvik i Bromma, väster om Stockholm med byggår 1935. Arkitekt till huset är Birger Borgström och det är byggt i funktionalistisk 1930-talsstil.

## Byggnaden och tomten
Huset vid Runda Vägen i mellersta delen av Alvik uppfördes i mitten av 1930-talet, 1935, som pensionärsbostäder efter ritningar av arkitekt Birger Borgström. Den ingår i ett från samhällshistorisk synvinkel intressant område med flera olika typer av kategoriboende. Byggnaden har en utpräglad funktionalistisk stil och bevarar i huvudsak sin ursprungliga arkitektur. Troligen är byggnaden med sin bredd om 6,3 meter ett av Stockholms smalaste smalhus.
En stenmur vid byggnadens bägge gavlar bildar en avgränsning  mot närliggande tomter. Brommahemmet har nära anslutning till Tvärbanans hållplats Alviks strand genom en trappa som går ner från Runda Vägen till hållplatsen.
Tomten kan beskrivas som relativt flack med stor planterad gräsmatta med bevarade tallar. En stenlagd rabatt är placerad invid fasaden och marken är grusad.
Fastigheten/fastigheterna ingår i en kulturhistoriskt värdefull miljö utpekad i Stockholms översiktsplan. Fastigheten har grön markering, det vill säga den är en bebyggelse som är särskilt värdefull från historisk, kulturhistorisk, miljömässig eller konstnärlig synpunkt.

## Bilder

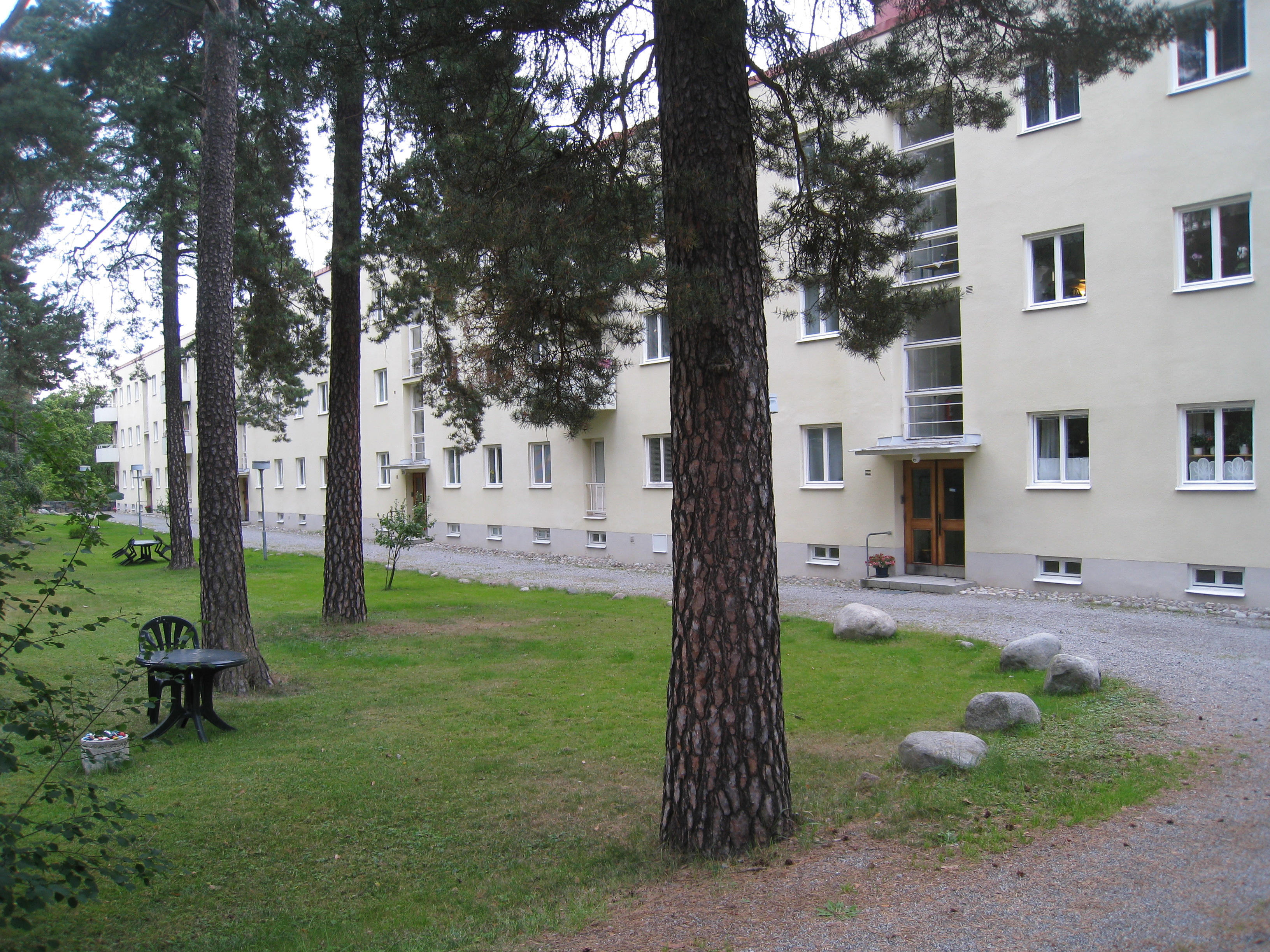
Tomten har planterad gräsmatta och bevarade tallar.
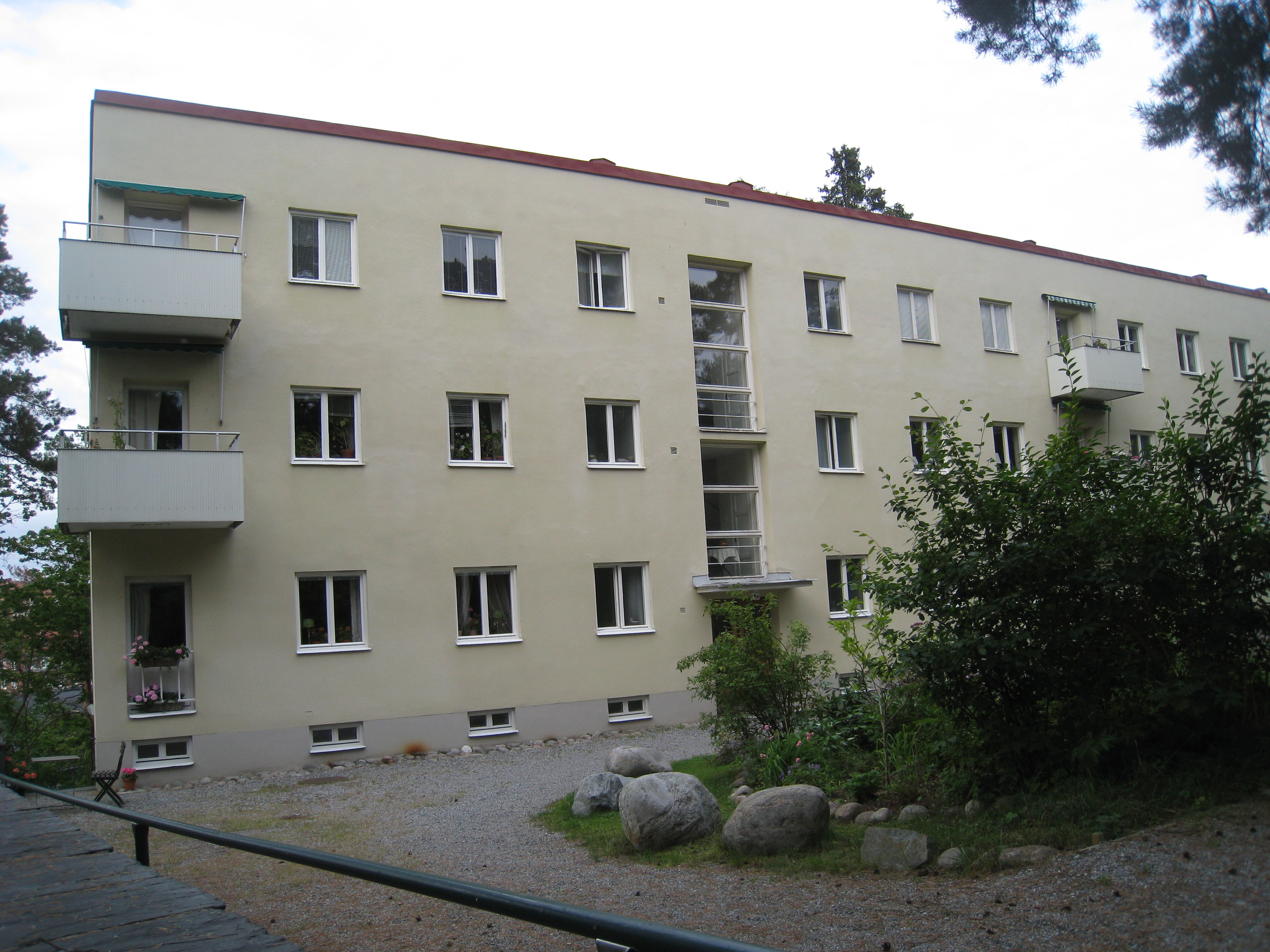
Brommahemmet är byggt i typiskt funktionalistisk stil.
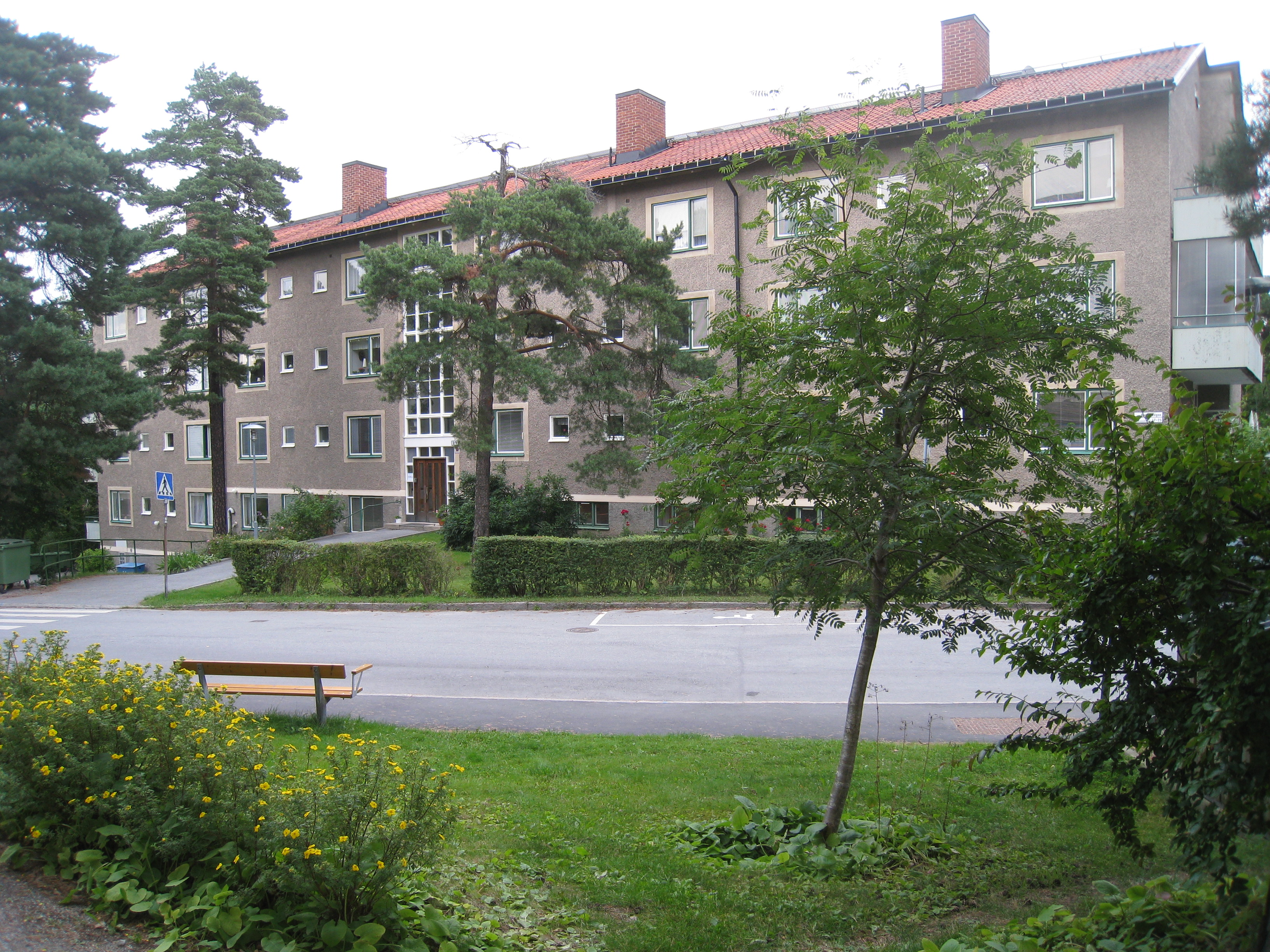
Vy från sydöst vid Runda Vägen.